# Tence
 Tence  es una comuna y población de Francia, en la región de Auvernia, departamento de Alto Loira, en el distrito de Yssingeaux. Es cabecera del cantón homónimo.
Su población en el censo de 1999 era de 2.890 habitantes. La aglomeración urbana se limita a la comuna.
Está integrada en la Communauté de communes du Haut Lignon .

## Demografía
| 2949 | 2953 | 2821 | 2716 | 2788 | 2890 |
| Para los censos de 1962 a 1999 la población legal corresponde a la población sin duplicidades (Fuente: INSEE [Consultar]) |      |      |      |      |      |